# کیکو واتانابه
کیکو واتانابه (انگلیسی: Kiiko Watanabe؛ زادهٔ ) یک بازیکن تنیس روی میز اهل ژاپن است. 
وی در مسابقات کشوری و بین‌المللی در مجموع برنده ۲ مدال طلا، ۳ مدال نقره، ۴ مدال برنز شده‌است.